# Alex Roe
Alexander Michael «Alex» Roe-Brown (Westminster, Londres; 18 de junio de 1990) es un actor y futbolista inglés. Es conocido por interpretar a Jay Keaton en The Fugitives y a Ben Elliott en The Cut. Actualmente protagoniza la serie de Freeform, Siren (2018-presente) interpretando a Benjamin Pownall.

## Carrera
Roe hizo su debut actoral en 2000 en la película de terror The Calling junto a Laura Harris, Richard Lintern, Francis Magee y Alice Krige. En 2005, Roe interpretó a Jay Keaton en la serie de ciencia ficción The Fugitives. En 2010, dio vida a Elliott Baden, un popular deportista en la serie de drama de BBC Two: The Cut.
Otros créditos de Roe incluyen participaciones en series como Holby City como Connor Lane; Doctors donde interpretó a Mates Goonan; Hollyoaks dando vida a Toby, y The Jury.
En 2014, protagonizó a Luke Holt en Unstrung junto con Chanel Celaya.
Además fue elegido para interpretar a Evan Walker en el thriller de ciencia ficción La quinta ola, película dirigida por J. Blakeson donde comparte créditos con Chloë Grace Moretz, Nick Robinson, y Maika Monroe, que se estrenó el 22 de enero de 2016.
En agosto de 2015, se dio a conocer que Roe fue elegido para participar en la película Hot Summer Nights, junto a Maika Monroe y Timothée Chalamet, escrita y dirigida por Elijah Bynum. También obtuvo el papel de Holt Anthony, en la película de terror sobrenatural Rings que protagonizó junto a Matilda Lutz, y fue dirigida por F. Javier Gutiérrez, que se estrenó el 3 de febrero de 2017 y recibió críticas negativas, pero fue un éxito en taquilla.

## Filmografía
| Cine       | Cine              | Cine               | Cine                   |
| Año        | Película          | Rol                | Notas                  |
| ---------- | ----------------- | ------------------ | ---------------------- |
| 2000       | The Calling       | Dylan St. Clair    |                        |
| 2013       | A German Word     | Dean               | Cortometraje           |
| 2014       | Sniper: Legacy    | Reese              |                        |
| 2016       | La quinta ola     | Evan Walker        |                        |
| 2017       | Rings             | Holt Anthony       |                        |
| 2017       | Hot Summer Nights | Hunter Strawberry  |                        |
| 2018       | Forever My Girl   | Liam Page          |                        |
| Televisión |                   |                    |                        |
| Año        | Título            | Rol                | Notas                  |
| 2005       | The Fugitives     | Jay Keaton         | 7 episodios            |
| 2009       | Jam & Jerusalem   | Christopher Martin | 1 episodio             |
| 2010       | The Cut           | Elliott Baden      | 21 episodios           |
| 2011       | Holby City        | Connor Lane        | 1 episodio             |
| 2011       | Doctors           | Mate Goonan        | 1 episodio             |
| 2011       | Hollyoaks         | Toby               | 1 episodio             |
| 2011       | The Jury          | Alumno             | 2 episodios            |
| 2014       | Unstrung          | Luke Holt          | Película de televisión |
| 2018-2020  | Siren             | Ben                | Elenco principal       |